# IFNA8
IFNA8‏ (Interferon alpha 8) هوَ بروتين يُشَفر بواسطة جين IFNA8 في الإنسان.